# Rebecca Downie
Rebecca Lauren Downie (conocida como Beckie Downie; Nottingham, 24 de enero de 1992) es una deportista británica que compite en gimnasia artística, especialista en las barras asimétricas. Su hermana Elissa compite en el mismo deporte.
Ganó dos medallas en el Campeonato Mundial de Gimnasia Artística, en los años 2015 y 2019, y diez medallas en el Campeonato Europeo de Gimnasia Artística entre los años 2010 y 2024.
En los Juegos Europeos de Minsk 2019 obuvo una medalla de plata en las barras asimétricas. Participó en dos Juegos Olímpicos de Verano, en los años 2008 y 2016, ocupando el quinto lugar en Río de Janeiro 2016, en la prueba por equipos.

## Palmarés internacional
| Campeonato Mundial | Campeonato Mundial       | Campeonato Mundial | Campeonato Mundial   |
| Año                | Lugar                    | Medalla            | Prueba               |
| ------------------ | ------------------------ | ------------------ | -------------------- |
| 2015               | Glasgow (Reino Unido)    | Medalla de bronce  | Concurso por equipos |
| 2019               | Stuttgart (Alemania)     | Medalla de plata   | Barras asimétricas   |
| Juegos Europeos    |                          |                    |                      |
| Año                | Lugar                    | Medalla            | Competición          |
| 2019               | Minsk (Bielorrusia)      | Medalla de plata   | Barras asimétricas   |
| Campeonato Europeo |                          |                    |                      |
| Año                | Lugar                    | Medalla            | Prueba               |
| 2010               | Birmingham (Reino Unido) | Medalla de plata   | Concurso por equipos |
| 2014               | Sofía (Bulgaria)         | Medalla de oro     | Barras asimétricas   |
| 2014               | Sofía (Bulgaria)         | Medalla de plata   | Concurso por equipos |
| 2015               | Montpellier (Francia)    | Medalla de plata   | Barras asimétricas   |
| 2015               | Montpellier (Francia)    | Medalla de plata   | Barra                |
| 2016               | Berna (Suiza)            | Medalla de oro     | Barras asimétricas   |
| 2016               | Berna (Suiza)            | Medalla de plata   | Concurso por equipos |
| 2023               | Antalya (Turquía)        | Medalla de oro     | Concurso por equipos |
| 2023               | Antalya (Turquía)        | Medalla de plata   | Barras asimétricas   |
| 2024               | Rímini (Italia)          | Medalla de plata   | Concurso por equipos |